# Biblioteca universitaria di Sassari
La Biblioteca universitaria di Sassari 
L'origine della Biblioteca risale al 1558, quando Alessio Fontana, funzionario della cancelleria imperiale di Carlo V, aveva fatto un lascito che destinò alla fondazione di un Collegio gesuitico.
Nel 1632 il patrimonio librario fu acquisito dall'Università di Sassari e progressivamente incrementato. 
Nel 1765 Vittorio Amedeo III di Savoia istituì la Biblioteca di diritto regio, decretando contemporaneamente l'obbligo per gli stampatori del Regno di depositarvi una copia delle loro edizioni e per i professori della locale università un esemplare di ogni loro elaborato nel corso dell'anno accademico.
Con la soppressione della Compagnia di Gesù, nel 1773, anche i volumi appartenuti ai Gesuiti furono versati alla Biblioteca.
Dal 1 luglio 1893, fu incaricato della direzione della Biblioteca, come sottobibliotecario di prima classe, Giuliano Bonazzi che, in seguito fu promosso alla qualifica di bibliotecario dal 1º febbraio 1896 e rimase in carica fino al 1899. 
Sotto la sua direzione la Biblioteca fu riorganizzata e dotata di nuove strutture e servizi, quali sale di lettura, cataloghi per autori e titoli. Risale a questo periodo l'acquisizione alla biblioteca del Condaghe di San Pietro di Silki.
La biblioteca possiede circa 200.000 volumi. Il nucleo storico della Biblioteca comprende circa 1500 manoscritti, 71 incunaboli, 3500 edizioni del Cinquecento, 4600 edizioni del Seicento.

## Sede attuale
A seguito di una convenzione, sottoscritta nel 2003, tra l'Azienda ASL n.1 di Sassari e il Ministero per i beni e le attività culturali, la biblioteca è ospitata dal luglio 2014 nel complesso monumentale dell'ex ospedale SS. Annunziata.
Il progetto dell'ospedale, deliberato dall'amministrazione comunale nel 1841, fu opera dell'ingegnere piemontese Carlo Berio: l'edificio fu ultimato nel 1849.